# Aveliidae
Famille
Les Aveliidae sont une famille de Ciliés de la classe des Karyorelictea et de l’ordre des Protoheterotrichida.

## Étymologie
Le nom de la famille vient du genre type Avelia, donné en hommage à Marcel Avel (d) (1900–1983), professeur d'anatomie, avec une légère modification dans le nomen novum (en) Avelia pour éviter une homonymie taxonomique avec le genre Avela (en), un genre de papillons du Brésil.

## Liste des genres
Selon GBIF (14 avril 2023) :
- Avelia (en) Nouzarède, 1977
  - Espèce type : Avela martinicensis Nouzarède, 1977
- Parduczia Dragesco, 1999
  - Synonyme : Parducia Dragesco, 1999[2]
  - Espèce type : Geleia orbis Faure-Fremiet, 1950
- Parduzia ⇔ Parduczia ⇔ Parducia

## Systématique
Le nom valide de ce taxon est Aveliidae Dragesco, 1999.

## Publication originale
- Jean Dragesco, « Révision des Geléiides (Ciliophora, Karyorelictea) », Stapfia, Biologiezentrum Linz (d), vol. 66,‎ 1999, p. 1-91 (ISSN 0252-192X et 2960-4087, lire en ligne).